# Превалець
Превале́ць (мак. Превалец) — село у Північній Македонії, входить до складу общини Велес Вардарського регіону.
Населення — 2974 особи (перепис 2002) в 924 господарствах.